# Johann Garben
Johann Garben (* 17. Dezember 1824 in Hamburg; † 1. Dezember 1876 in Wien) war ein deutscher Architekt, der in Österreich tätig war.

## Leben
Johann Garben war der Sohn eines Hamburger Zuckerfabrikanten. Über die Art und Umstände seiner Ausbildung ist nichts überliefert; jedenfalls taucht er 1860 erstmals in einem Wiener Adressbuch mit der Berufsbezeichnung Architekt auf. Ab diesem Zeitpunkt lebte und arbeitete er dauerhaft in Wien. Er war u. a. für die Allgemeine Österreichische Baugesellschaft tätig. Garben war ab 1862 Mitglied der Genossenschaft der bildenden Künstler Wiens und ab 1865 der Wiener Bauhütte.

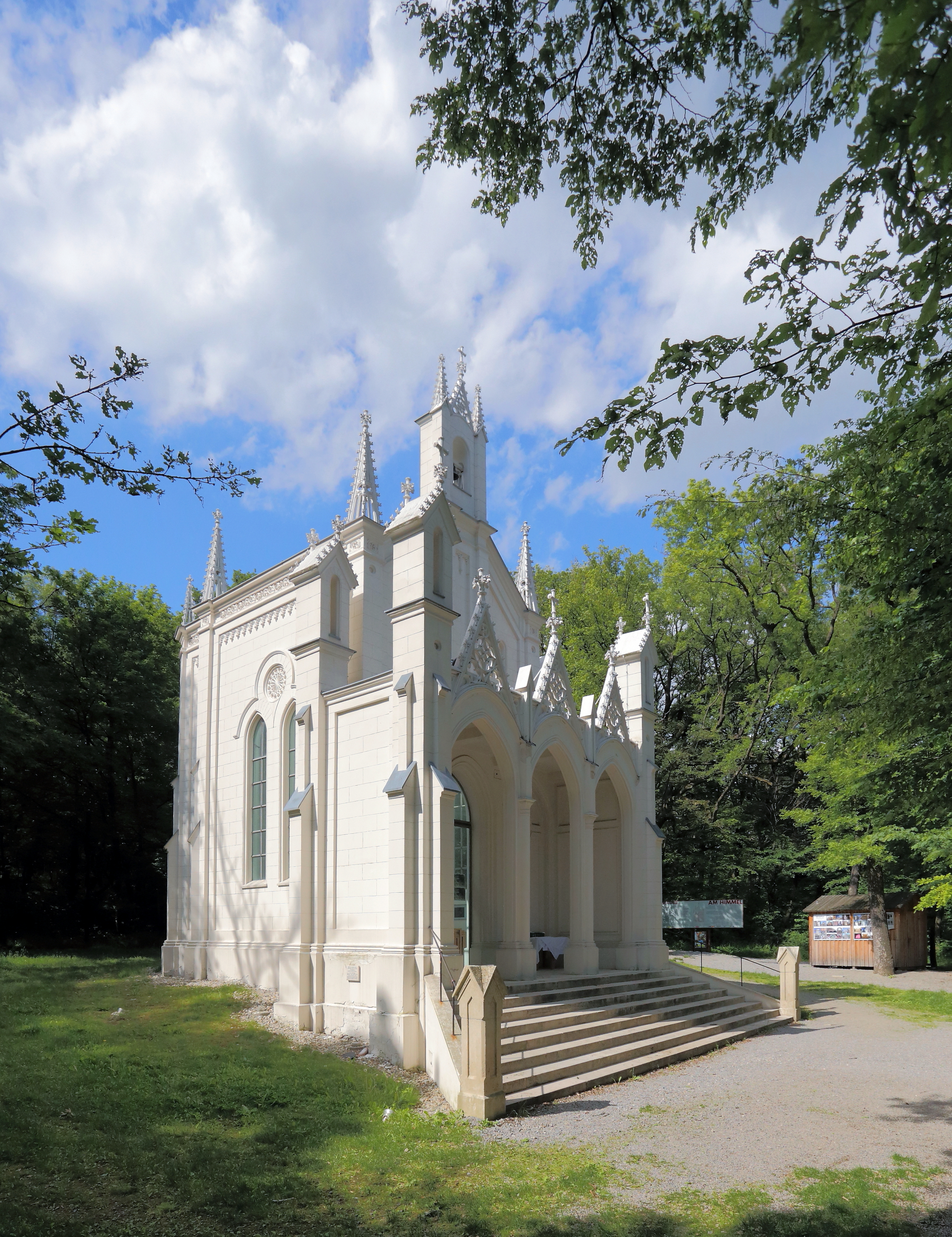
Sisi-Kapelle (1854–1856)

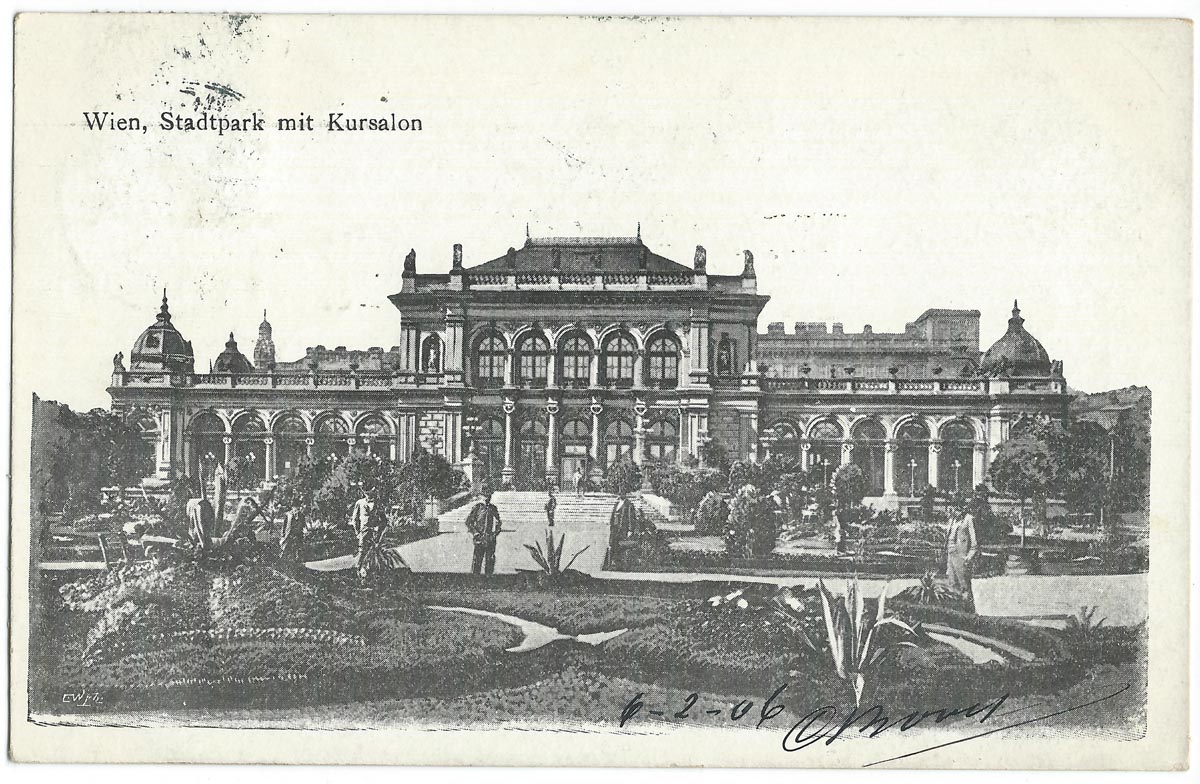
Kursalon (1865–1867), Postkarte von 1906

## Wirken
Johann Garben war ein Vertreter des Historismus. Er schuf in Wien einige bekannte und repräsentative Bauwerke, vorwiegend in der Ringstraßenzone. Neben dem neugotischen Frühwerk der Sisi-Kapelle bediente er sich hauptsächlich Formen der Wiener Neorenaissance. Bei allen Werken ist eine starke Plastizität der Fassaden und eine opulente Ausstattung zu bemerken, die dem damaligen Repräsentationsbedürfnis entgegenkam.
- Gedächtnis- und Grabkapelle hl. Elisabeth Sisi-Kapelle, Am Himmel, Gspöttgraben, Wien 19 (1854–1856)
- Kursalon im Wiener Stadtpark, Johannesgasse 33, Wien 1 (1865–1867), 1863 Wettbewerb
- Gittertor für den Wiener Stadtpark (1865–1867)
- Miethäuser, Johannesgasse 20 / Schubertring und Johannesgasse 22 / Kantgasse 2, Wien 1 (1865), mit Anton Baumgarten
- Miethaus Melingo, Schubertring 4 / Fichtegasse 7, Wien 1 (1868)
- Miethaus, Schottenbastei 11 / Hohenstaufengasse 15, Wien 1 (1869)
- Miethaus, Franz-Josefs-Kai 55 / Esslinggasse 17, Wien 1 (1869)
- Miethaus, Franz-Josefs-Kai 57 / Zelinkagasse 14, Wien 1 (1870)
- Miethaus, Rossauergasse 7 / Berggasse 28, Wien 9 (1873)
- Miethaus, Mosergasse 6, Wien 9 (1873)
- Miethaus, Schlickgasse 6 / Berggasse 26, Wien 9 (1874)